# Asarum chengkouense
Asarum chengkouense Z.L.Yang – gatunek rośliny z rodziny kokornakowatych (Aristolochiaceae Juss.). Występuje naturalnie w środkowych Chinach – w prowincji Syczuan. 

## Morfologia
PokrójByliny tworząca kłącza.
LiściePojedyncze, mają owalnie sercowaty kształt. Mierzą 7–9 cm długości oraz 4–8 cm szerokości. Od spodu są mniej lub bardziej purpurowe. Blaszka liściowa jest o sercowatej nasadzie i spiczastym wierzchołku. Ogonek liściowy jest owłosiony i dorasta do 4–7 cm długości.
KwiatySą promieniste, obupłciowe, pojedyncze. Okwiat ma dzwonkowaty kształt, nieco zwężony przy wierzchołku, dorasta do 1,5 cm długości oraz 0,5–1,5 cm szerokości. Listki okwiatu mają owalny kształt. Kwiaty mają 12 pręcików o krótkich nitkach. Zalążnia jest pośrednia z wolnymi słupkami.

## Biologia i ekologia
Rośnie w lasach. Występuje na wysokości od 1000 do 1200 m n.p.m. Kwitnie w czerwcu.